# Olchowiec (rejon tarnopolski)
Olchowiec (ukr. Вільховець, Wilchoweć) – wieś na Ukrainie, w obwodzie tarnopolskim, w rejonie tarnopolskim(do 2020 brzeżańskim). W 2001 roku liczyła 765 mieszkańców.
Wieś prawa wołoskiego, położona była w drugiej połowie XV wieku w ziemi halickiej województwa ruskiego. Właścicielуm posiadłości ziemskiej był m.in. hr. Stanisław Potocki (1824-1887). 
W II Rzeczypospolitej miejscowość w powiecie brzeżańskim województwa tarnopolskiego.
W latach 1939–1944 nacjonaliści ukraińscy z OUN-UPA zamordowali tutaj 11 Polaków.

## Urodzeni
- Iwan Gabrusewycz